# باري بارنت
باري بارنت هو سياسي كندي، ولد في 13 يونيو 1961 في هاليفاكس في كندا. نشط حزبياً في جمعية المحافظين التقدمية لنوفا سكوشا. وقد انتخب عضو مجلس نواب نوفا سكوشا ‏.